# Plectritis macroptera
Plectritis macroptera là một loài thực vật có hoa trong họ Kim ngân. Loài này được (Suksd.) Rydb. miêu tả khoa học đầu tiên năm 1917.